# Boussouma (département du Boulgou)
Pour les articles homonymes, voir Boussouma.
Ne doit pas être confondu avec Boussouma (département du Sanmatenga).
Cet article concerne le département et la commune rurale. Pour le village chef-lieu, voir Boussouma (Boulgou).
Boussouma est un département et une commune rurale de la province du Boulgou, situé dans la région du Centre-Est au Burkina Faso,.

## Géographie

### Démographie
En 2012, le département comptait 26 754 habitants.

### Villages
Le département et la commune de Boussouma est composé de seize villages, dont le village chef-lieu homonyme (données de populations issues du recensement général de 2006, actualisées et consolidées en 2012) :
- Bangagou (2 079 habitants)
- Batto (1 752 habitants)
- Boussouma (4 412 habitants), chef-lieu
- Boussouma-Peulh (209 habitants)
- Dango (2 381 habitants)
- Dierma (2 493 habitants)
- Koumboré (1 707 habitants)
- Lengha (3 413 habitants)
- Lengha-Peulh (248 habitants)
- Massougou (64 habitants)
- Nonka (604 habitants)
- Ouazi (1 537 habitants)
- Saaba (1 344 habitants)
- Sarégou (589 habitants)
- Tengsoba (1 747 habitants)
- Zabga (2 175 habitants)

## Administration

### Jumelages
Depuis 1974, le département et la commune de Boussouma est associé avec les départements et communes de Garango, Komtoèga et Niaogho dans un jumelage avec la commune de Laval (Mayenne) en France.